# Leonidio
Leonidio (en griego: Λεωνίδιο) es un pueblo y antiguo municipio de Arcadia, en el Peloponeso, Grecia. Desde la entrada en vigor del Plan Calícrates en 2011, forma parte del municipio de Kato Kynouria, de la cual es una unidad municipal. El censo de 2001 reportó una población de 6.294 habitantes.

## Paisaje
Leonidio cuenta con un magnífico paisaje. El pueblo está ubicado entre dos montañas que protegen la ciudad por el norte y sur. El río Dafnon pasa por el pueblo, y puede cruzarse por tres puentes. Leonidio es la capital de Tsakonia, región reseñable por su cultura y lengua, el tsakonio, además de su pintoresca arquitectura, que está protegida actualmente. Por ello, hay regulaciones muy estrictas a la hora de construir en el pueblo.